# Жозефіна Генрієтта Ґерлах
Еліза Ґерлах (уроджена Ельза Зедельмеєр;  насправді: Жозефіна Генрієтта Ґерлах, уроджена Жозефіна Генрієтта Зедельмеєр;  псевдонім: Йозефа Ґ. (Josephe G.); 4 березня 1772, Дрезден —  11 квітня 1809) була німецькою ілюстраторкою та авторкою праць з ботаніки.

## Життєпис
Жозефіна Генрієтта Зедельмеєр народилася 4 березня 1772 року в родині Карла Августа Зедельмеєра, придворного квартирмейстера тодішнього принца Антона Саксонського в Дрездені.
Зедельмеєр одружилася з книготорговцем Йоганом Генріхом Самуелем Ґерлахом. Як «велика подруга ботаніки», вона опублікувала у 1801 чи 1802 році у Дрездені книгу з ботанічної вишивки та малювання для жінок. Для цього вона сама написала як ботанічні тексти, так і зробила малюнки. Перша частина твору, ілюстрована «дванадцятьма чорно-білими та дванадцятьма кольоровими таблицями», була опублікована в 1805 році в Ляйпціґу Ґергардом Фляйшером Молодшим.

## Творчість
- Книга ботанічної вишивки та малювання для жінок, частина 1, Ляйпціґ: Ґергард Фляйшер молодший, [1805]; оцифрована версія Саксонської державної бібліотеки – Державна та університетська бібліотека Дрездена (Botanisches Stick- und Zeichen-Buch für Damen, Teil 1, Leipzig: Gerhard Fleischer der Jüngere, [1805]; Digitalisat der Sächsische_Landesbibliothek_–_Staats-_und_Universitätsbibliothek_Dresden|Sächsischen Landesbibliothek – Staats- und Universitätsbibliothek Dresden (SLUB))

## Окремі посилання
1. 1 2 3  Johann Christian Friedrich Harless: Elise Gerlach, in ders.: Die Verdienste der Frauen um Naturwissenschaft, Gesundheits- und Heilkunde, so wie auch um Länder- Völker- und Menschenkunde, von der ältesten Zeit bis auf die neueste. Ein Beitrag zur Geschichte geistiger Cultur, und der natur- und Heilkunde insbesondere, Göttingen: Vandenhoeck & Ruprecht, 1830, S. 267; Digitalisat über Google-Bücher
2. ↑  Sophie Pataky: Gerlach, Josephine Henriette, geb. Sedelmeyer, in dies.: Lexikon deutscher Frauen der Feder, vollständige Neusatz beider Bände in einem Buch, hrsg. von Karl-Maria Guth, Norderstedt: BoD Books on Demand, 2014, ISBN 978-3-8430-4451-6, S. 196; Digitalisat über Google-Bücher
3. ↑  Unterschrift in der Einleitung zu Botanisches Stick- und Zeichen-Buch ..., Teil 1, Leipzig: Gerhard Fleischer der Jüngere, 1805, S. IV
4. 1 2  Carl Wilhelm Otto August von Schindel: Gerlach (Josephine Henriette), in ders.: Die deutschen Schriftstellerinnen des neunzehnten Jahrhunderts, Teil 1: A -L, F. A. Brockhaus. Leipzig 1823, S. 151–152; Digitalisat über Google-Bücher